# Ксаверув (Вжесінський повіт)
Ксаверув (пол. Ksawerów) — село в Польщі, у гміні Пиздри Вжесінського повіту Великопольського воєводства.
Населення — 145 осіб (2011).
У 1975—1998 роках село належало до Конінського воєводства.

## Демографія
Демографічна структура станом на 31 березня 2011 року:
|          | Загалом | Допрацездатний вік | Працездатний вік | Постпрацездатний вік |
| -------- | ------- | ------------------ | ---------------- | -------------------- |
| Чоловіки | 65      | 12                 | 43               | 10                   |
| Жінки    | 80      | 16                 | 41               | 23                   |
| Разом    | 145     | 28                 | 84               | 33                   |